# Belmonte de Gracián
Belmonte de Gracián es un municipio y localidad española de la provincia de Zaragoza, en la comunidad autónoma de Aragón. El término municipal tiene una población de 181 habitantes (INE 2024).

## Toponimia
Hasta 1910 se llamó Belmonte del río Perejiles. Antes de la reforma de la nomenclatura municipal de 1916 el municipio se llamaba simplemente Belmonte. En dicha fecha su nombre fue modificado por el de Belmonte de Peregil, topónimo que fue rectificado de nuevo a finales del mismo año por el de Belmonte de Calatayud. En 1985, y en homenaje a su ilustre hijo, Baltasar Gracián, que nació en esta localidad en 1601, pasó a denominarse Belmonte de Gracián.

## Geografía
La localidad está situada a unos 12 km de Calatayud. El municipio tiene una superficie de 43,70 km².

## Demografía
Belmonte de Gracián cuenta con una población de 181 habitantes (INE 2024).
| Gráfica de evolución demográfica de Belmonte de Gracián entre 1842 y 2021 |
| |
| Población de derecho según los censos de población del INE Población de hecho según los censos de población del INEEn estos censos se denominaba Belmonte: 1842, 1857, 1860, 1877, 1887, 1897, 1900 y 1910 En estos censos se denominaba Belmonte de Calatayud: 1920, 1930, 1940, 1950, 1960, 1970 y 1981 |

## Administración y política
| Período   | Alcalde                   | Partido |  |
| --------- | ------------------------- | ------- |  |
| 1979-1983 | Miguel S. Simón Domínguez | UCD     |  |
| 1983-1987 | José Pardos Catalán       | PSOE    |  |
| 1987-1991 | José Pardos Catalán       | PSOE    |  |
| 1991-1995 | José Pardos Catalán       | PSOE    |  |
| 1995-1999 | José Pardos Catalán       | PSOE    |  |
| 1999-2003 | José Pardos Catalán       | PSOE    |  |
| 2003-2007 | Paco Jurado               | PP      |  |
| 2007-2011 | José Carlos Pérez Cubero  | PAR     |  |
| 2011-2015 | José Carlos Pérez Cubero  | PAR     |  |
| 2015-2019 | José Carlos Pérez Cubero  | PAR     |  |

| Partido político    | Partido político                                   | 2003   | 2007   | 2011   | 2015   | 2019   |
| Partido político    | Partido político                                   | Ediles | Ediles | Ediles | Ediles | Ediles |
|                     | Partido Aragonés (PAR)                             | —      | 5      | 5      | 5      | 5      |
|                     | Partido de los Socialistas de Aragón (PSOE-Aragón) | 2      | —      | —      | —      | —      |
|                     | Partido Popular de Aragón (PP)                     | 5      | —      | —      | —      | —      |
|                     | Chunta Aragonesista (CHA)                          | —      | —      | —      | —      | —      |
| Total de concejales | Total de concejales                                | 7      | 5      | 5      | 5      | 5      |

## Patrimonio
- El monumento más notable de su casco antiguo es la torre mudéjar de la Iglesia de San Miguel,[12]  que podría ser, en su parte inferior, de construcción islámica.
- Ermita de Nuestra Señora del Castillo.
- Torre de la ermita de Nuestra Señora del Castillo
- Castillo de Belmonte de Gracián.
- Castillo palacio de Belmonte de Gracián.

Otros lugares de interés son el yacimiento celtibérico de Segeda, situado en sus cercanías y la Fuente del Despeño, que en el pasado tuvo un uso abundante.

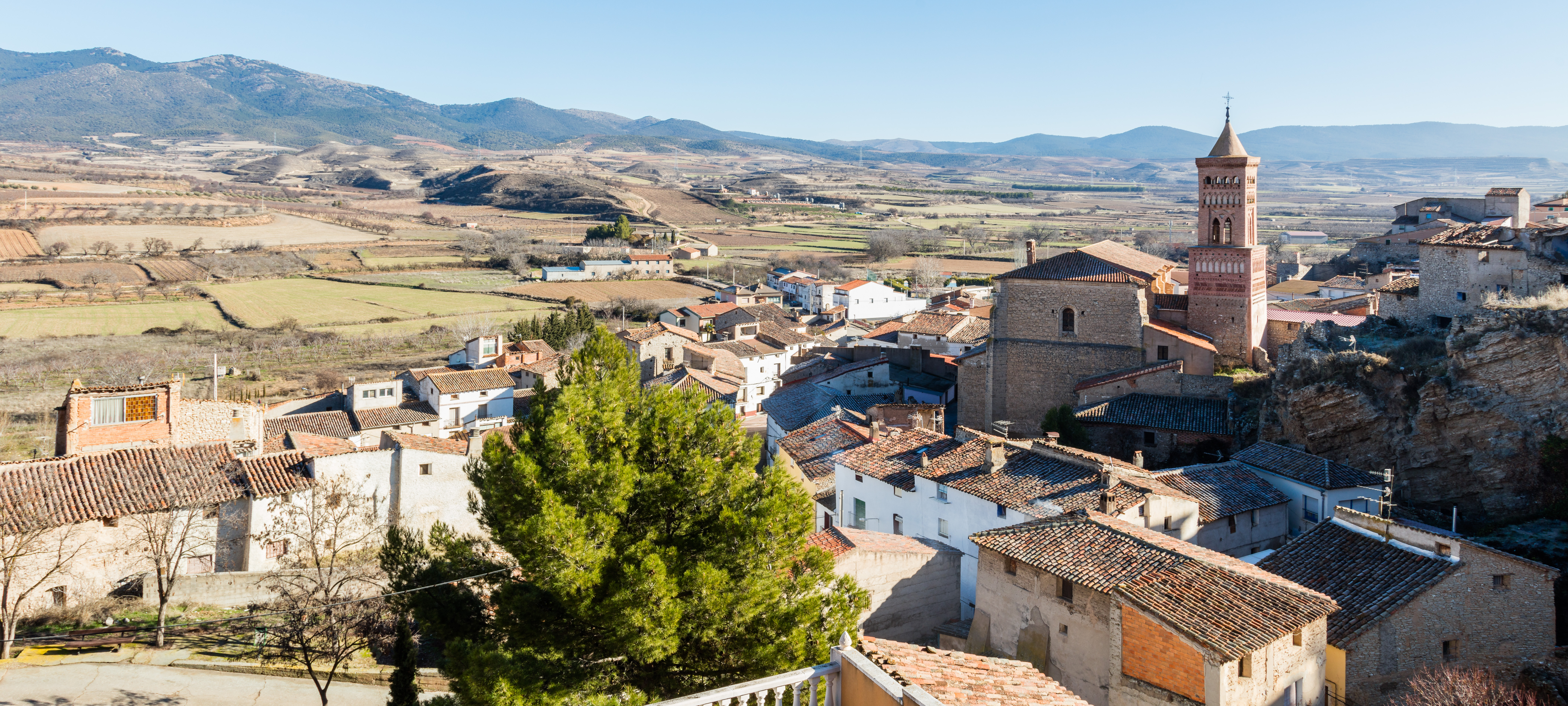
Ermita
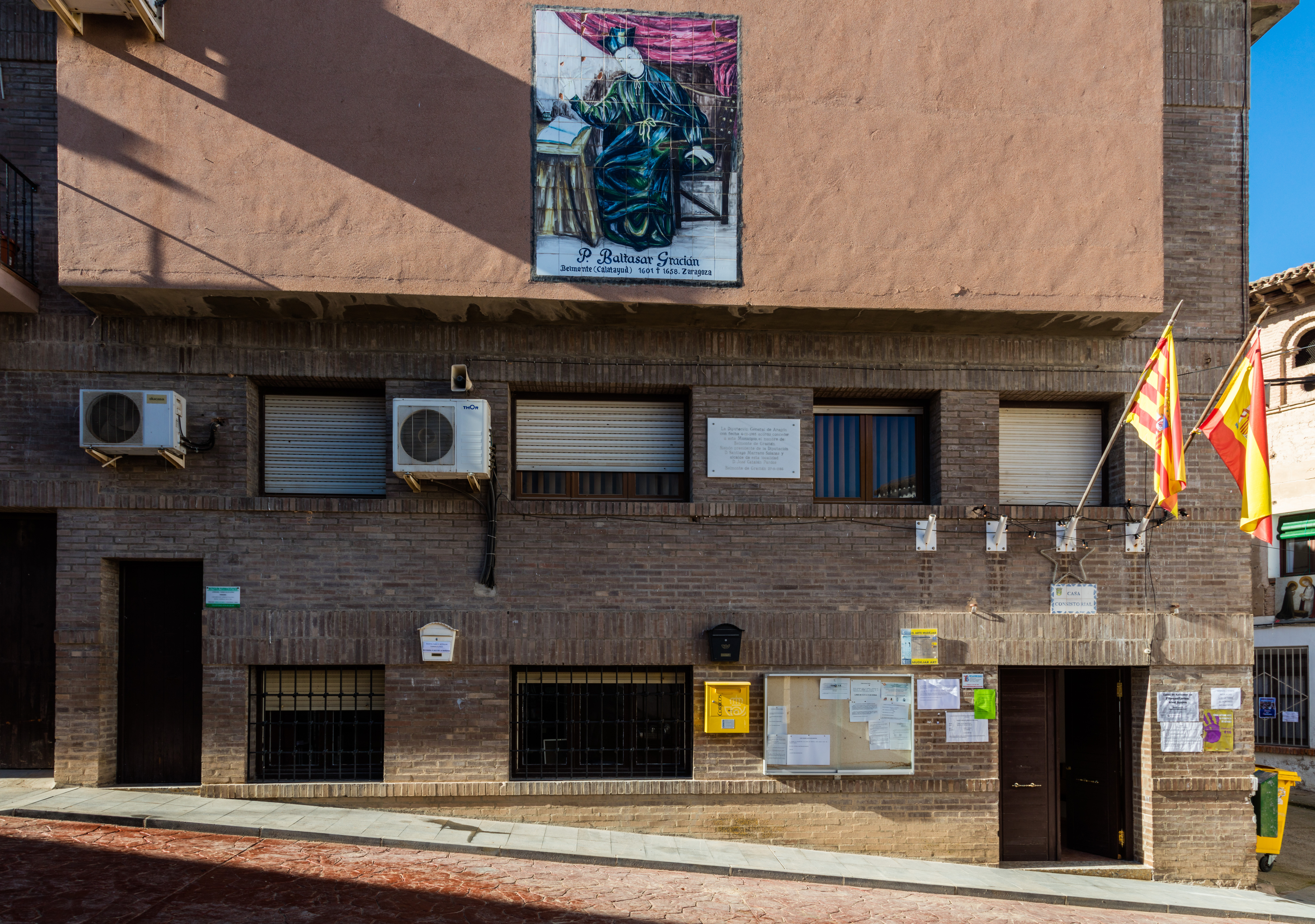
Ayuntamiento
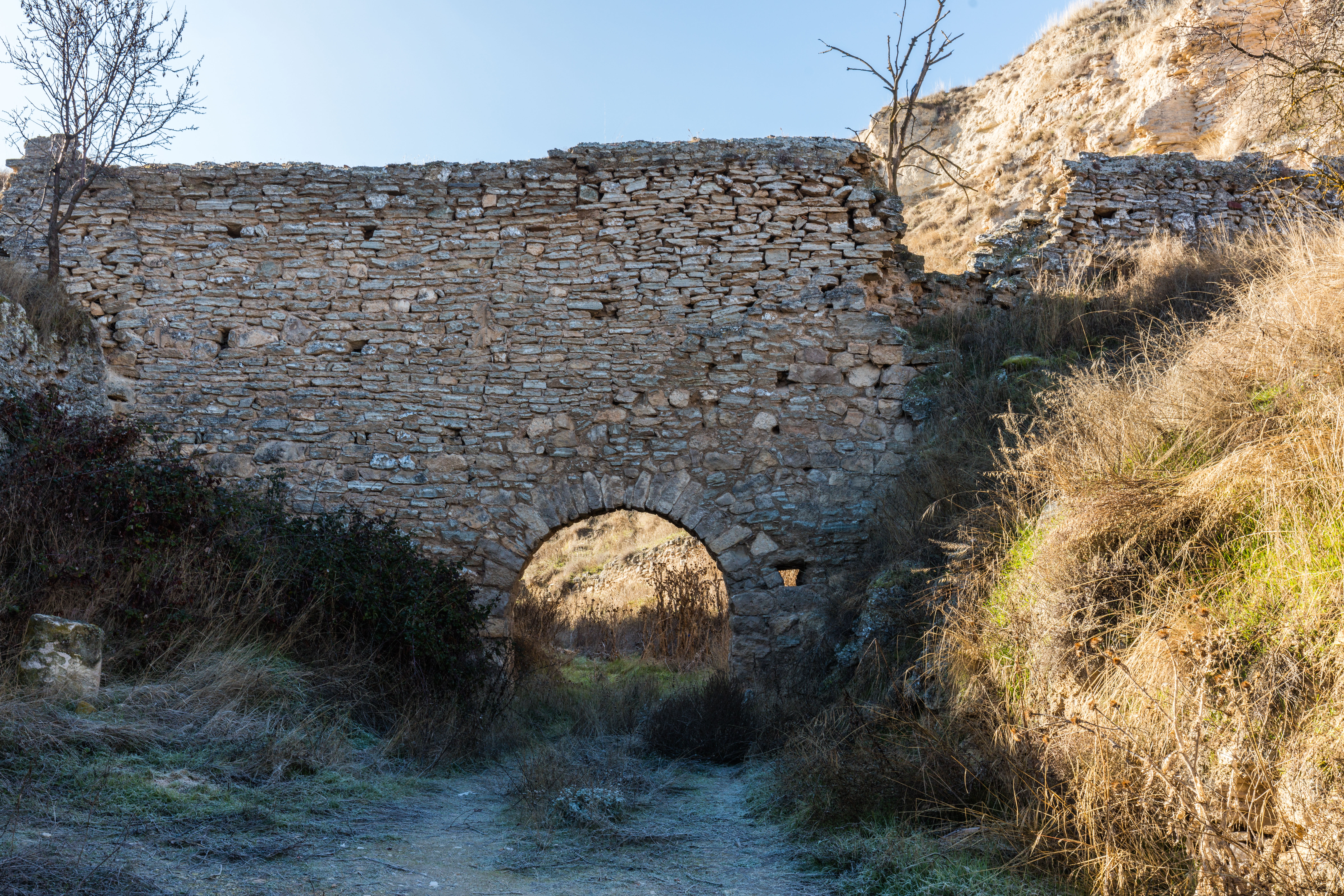
Acueducto
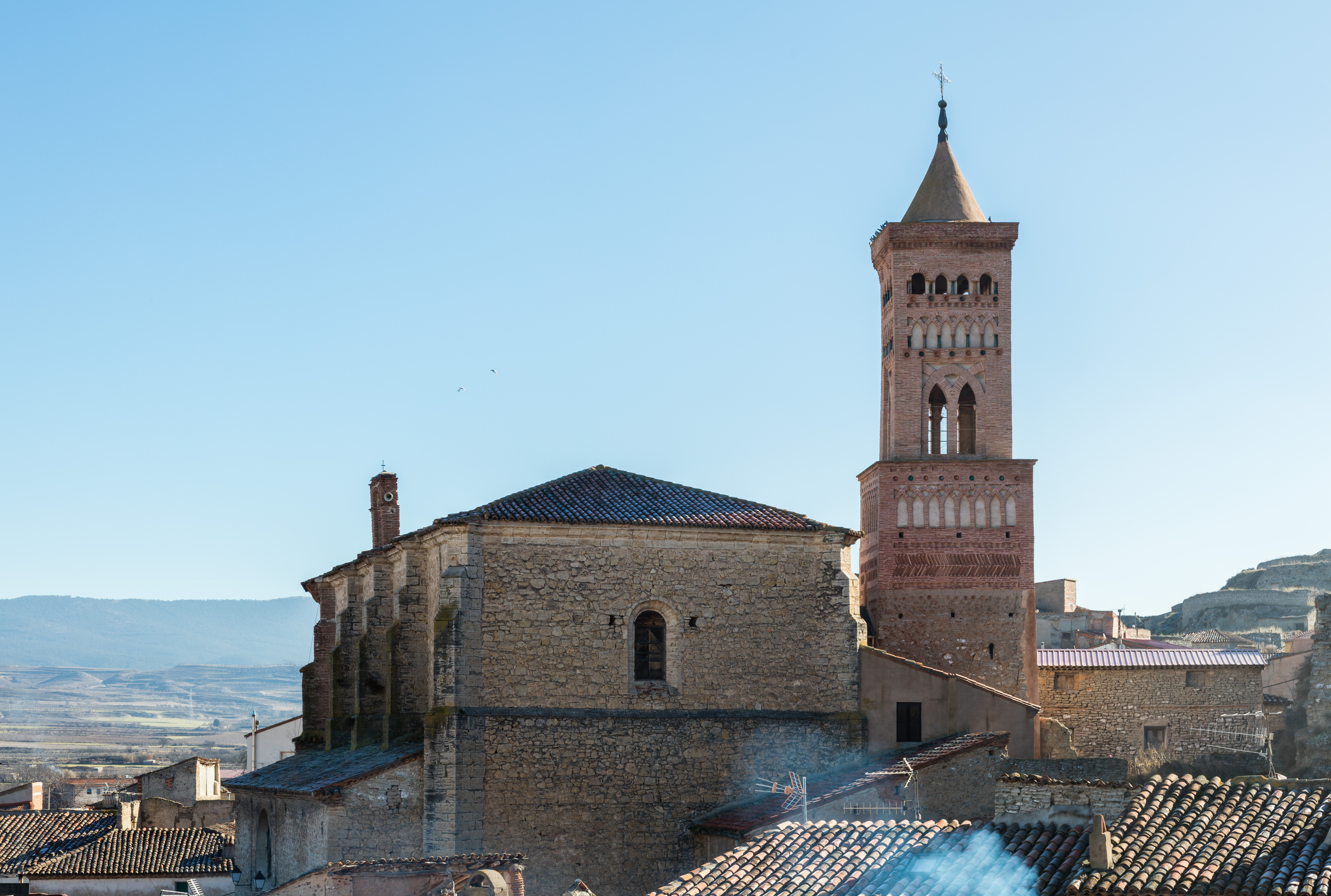
Iglesia de San Miguel
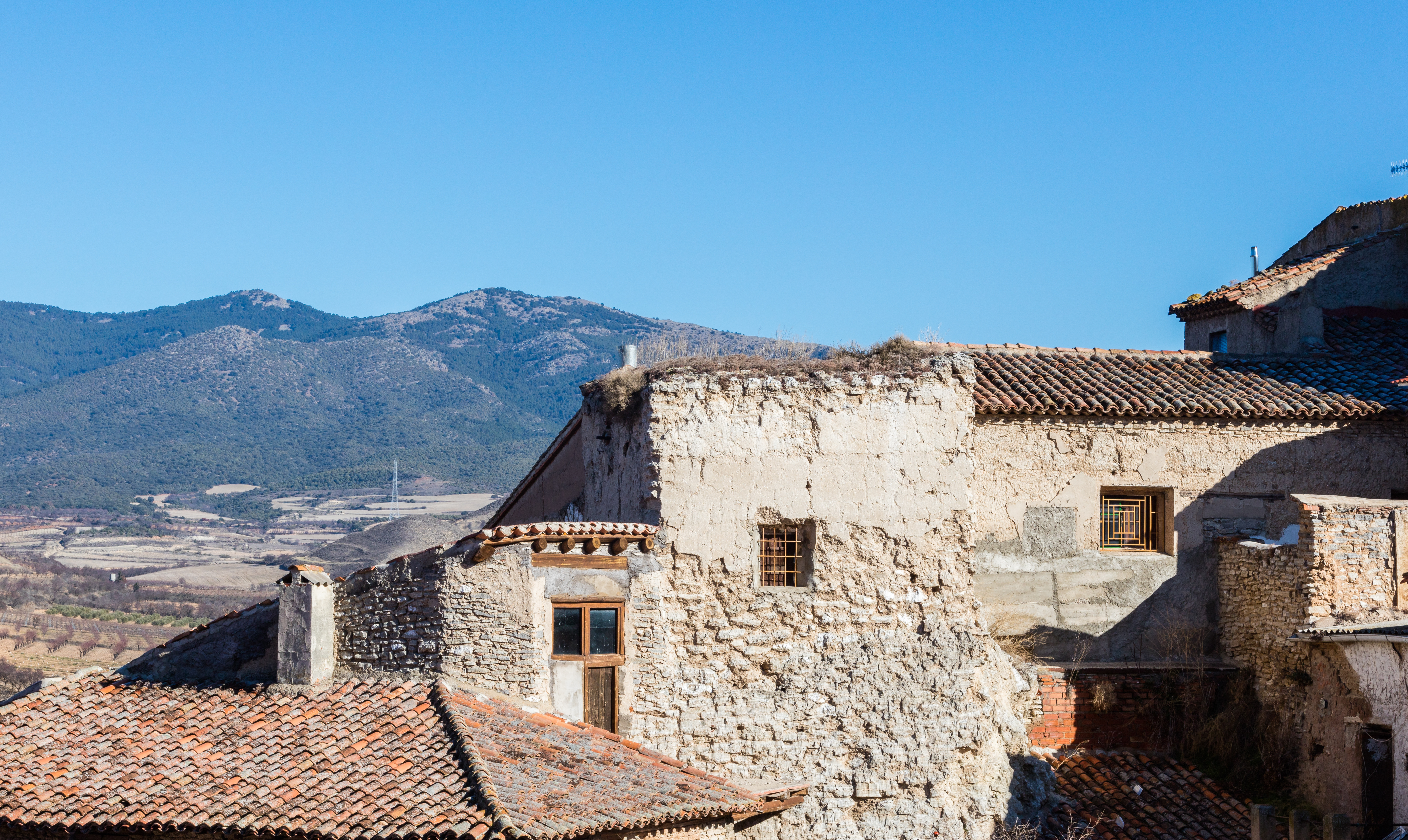
Castillo palacio
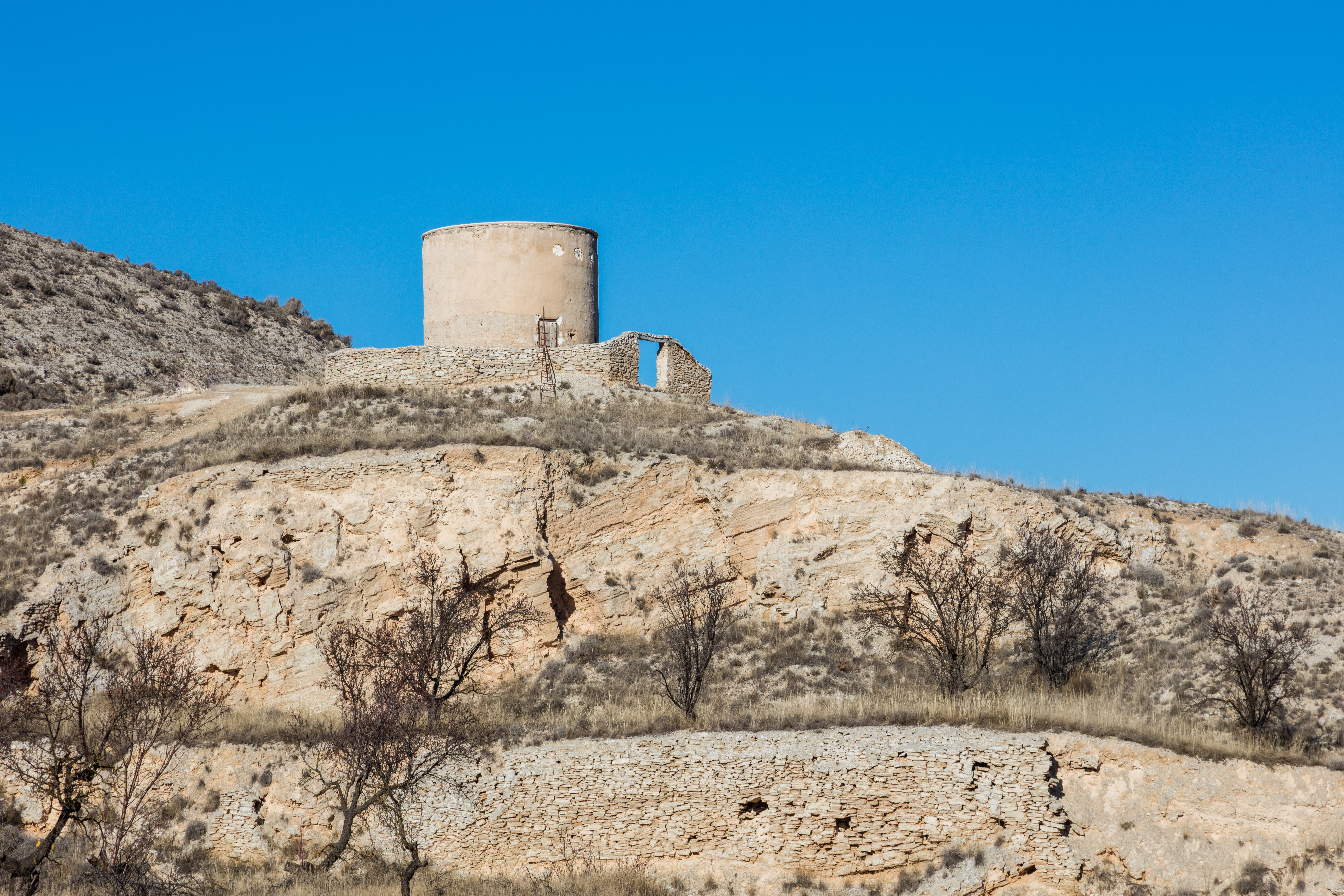
Torre
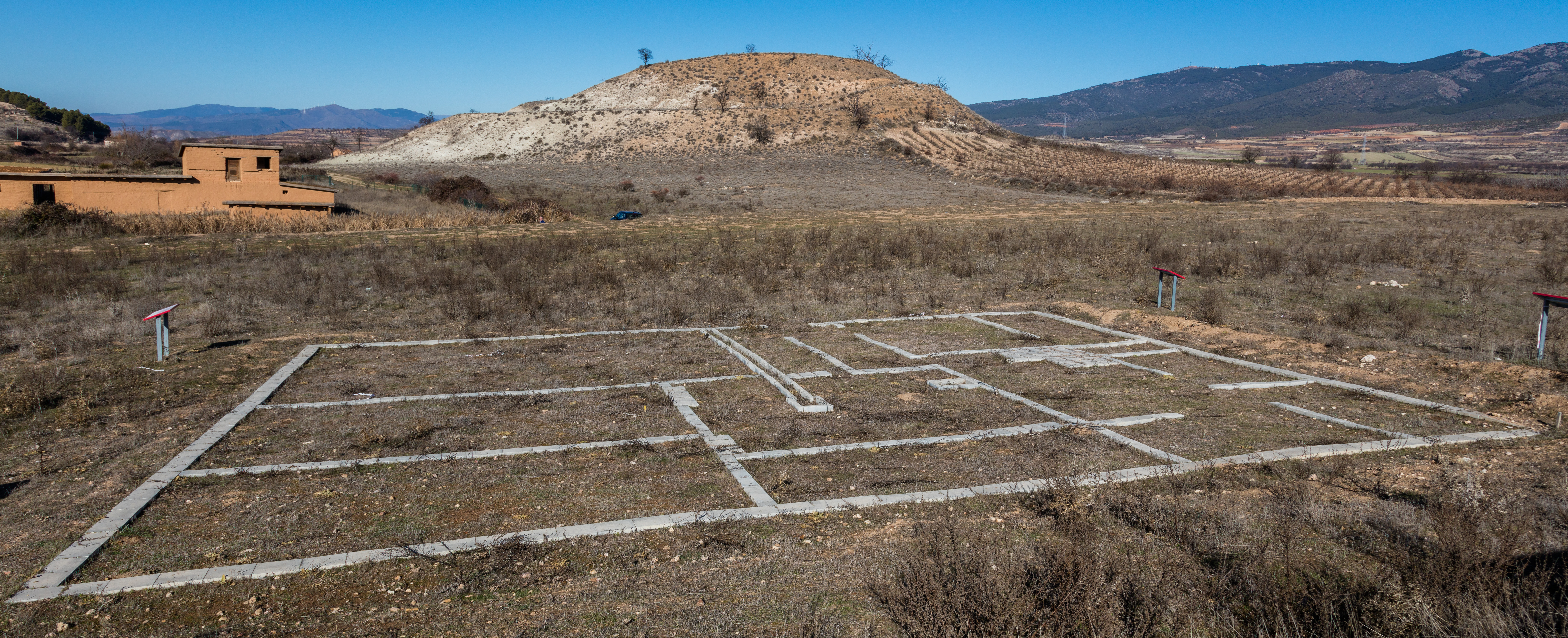
Zona arqueológica de Segeda